# Damien Maudet
Pour les articles homonymes, voir Maudet.
Damien Maudet est un homme politique français, né le 14 novembre 1996 à Brive-la-Gaillarde (Corrèze).
Membre de La France insoumise, il est élu député de la première circonscription de la Haute-Vienne le 19 juin 2022, sous la bannière politique de la Nouvelle Union populaire écologique et sociale, contre la députée sortante Sophie Beaudouin-Hubière. Il est réélu deux ans plus tard.

## Biographie

### Études et premiers engagements
Natif de Brive-la-Gaillarde, Damien Maudet est issu d'une fratrie de quatre enfants et grandit dans le secteur d'Aubazines. Son père décède alors qu'il n'a que 8 ans, sa mère est quant à elle auxiliaire de vie auprès de personnes âgées. Durant son adolescence, il exerce plusieurs métiers comme vendeur en gare de Brive-la-Gaillarde, livreur de fruits et légumes, secrétaire d'examen pour des non-voyants ou employé dans un centre Leclerc.
Il poursuit ensuite ses études à l'université de Limoges. Durant celles-ci, il milite à l'UNEF, préside la section limougeaude de la Fédération des étudiants en résidence universitaire prend part à des mouvements étudiants, notamment en faveur de l'amélioration des conditions de vie dans la résidence universitaire Camille Guérin à Limoges,. Il obtient, face au délabrement de la cité universitaire, le relogement des trois cents étudiants dans des logements sociaux. Il est également l'animateur local du réseau Animafac. Il poursuit ensuite ses études à Paris.
En 2020, il devient l'un des attachés parlementaires de François Ruffin, député de la Somme et occupe ce poste jusqu'au printemps 2022. Chargé de la documentation, il s'occupe des amendements du député. De 2020 à 2022, il est également employé par le journal de Ruffin, Fakir. Dans le cadre de ces activités, il contribue aux présentations du film Debout les femmes !.
En janvier 2022, il se fait remarquer par son interpellation d'Emmanuel Macron, en visite à Saint-Léonard-de-Noblat, au sujet de la fatigue du personnel soignant,. La même année, il œuvre à la campagne présidentielle de Jean-Luc Mélenchon en Haute-Vienne.

### Député de la Haute-Vienne
Candidat désigné par la Nouvelle Union populaire écologique et sociale dans la première circonscription de la Haute-Vienne pour les élections législatives de 2022, il mène une campagne inspirée des méthodes de François Ruffin et de l'agitprop. Il arrive en tête au premier tour, avec 34,54 %, devant la députée sortante LREM Sophie Beaudouin-Hubière, contre qui il l'emporte au second tour avec 53,41 % des suffrages exprimés.
Il est le plus jeune député élu en Haute-Vienne. Il devient membre de la commission des Finances de l'Assemblée nationale. Se déclarant opposé à la professionnalisation de la vie politique, il décide de reverser la moitié de son indemnité parlementaire à des associations. Il affirme sur sa première année de mandat avoir reversé près de 20 000€ à des associations, des caisses de grève ou encore des syndicats[source insuffisante].
Quelques jours après son investiture, il lance à Limoges ce qu'il nomme une « commission d'enquête populaire » visant à récolter les témoignages de professionnels du secteur de la santé. Cette rencontre sera la première d'une longue série dans le cadre d'une opération baptisée « Allo Ségur, les députés dans les hôpitaux »,, emmenée par Damien Maudet et Nathalie Oziol lors de la trêve estivale dans plus de 80 établissements et donnant lieu à l'écriture d'un rapport,. Il y défend notamment la régulation de l'installation des médecins, rejetée par le RN, Renaissance et une partie de la droite. À l'Assemblée, il s'implique tout particulièrement sur les questions liées à la santé (déserts médicaux, prise en charge des soins, financement de la Sécurité sociale).
En juin 2024, après la dissolution parlementaire, il figure parmi les initiateurs d'un projet d'union entre les partis de gauche dans le cadre des élections législatives anticipées, aux côtés de plusieurs parlementaires dont François Ruffin,,. Il annonce dans la foulée sa candidature à sa propre succession. Arrivé en tête au premier tour, quatre points devant la candidate RN Camille Dos Santos de Oliveira, il l'emporte au second tour dans une triangulaire qui l'oppose également à la candidate Renaissance Isabelle Négrier ; il obtient 42,20 % des voix exprimées, contre 34,83 % pour le RN et 22,97 % pour I. Négrier.

### Élections municipales de 2026
Dans la perspective des élections municipales de 2026 à Limoges, il forme avec Jackie Breuil, un binôme de chefs de file pour La France Insoumise, chargé d'entamer la réflexion sur un futur programme et des discussions avec les autres partis de gauche.

## Résultats électoraux

### Élections législatives
| Année | Parti | Parti | Circonscription        | 1er tour | 1er tour | 1er tour | 2d tour | 2d tour | 2d tour | Issue |
| Année | Parti | Parti | Circonscription        | Voix     | %        | Rang     | Voix    | %       | Rang    | Issue |
| ----- | ----- | ----- | ---------------------- | -------- | -------- | -------- | ------- | ------- | ------- | ----- |
| 2022  |       | LFI   | 1re de la Haute-Vienne | 14 675   | 34,54    | 1er      | 20 721  | 53,44   | 1er     | Élu   |
| 2024  |       | LFI   | 1re de la Haute-Vienne | 21 271   | 36,94    | 1er      | 24 713  | 42,20   | 1er     | Élu   |